# 仰光爆炸事件
仰光爆炸事件（韩语：／ Aung San Myoyeok Tereo Sageon）是指在1983年10月9日，在缅甸首都仰光的昂山将军墓地发生的一宗暗杀事件，目標為時任大韓民國總統全斗煥為首的訪問團。
在這次事件中，共炸死21名韩国政府人士和缅甸人，當中包括韓國一名副总理和三名部长，另有数十人受伤。
此次袭击事件被认为是由朝鮮民主主義人民共和國派出的特务所为。

## 事件的经过

### 背景
1983年，时任韓國总统的全斗焕计划从10月8日起访问亚洲和大洋洲的五个国家。因韩国於1981年之時已获得1988年夏季奥运会的举办权，所以韩国要游說其友邦国家带动更多当时尚未與韩国建交的国家派运动员参赛。早在1982年8月時，韩国政府就已經派员到非洲訪問，遊說肯尼亚、塞内加尔等友邦支持韓國。
韓國的活躍外交行为引起北朝鲜政府的担忧，因为即使有部分国家在1988年奥运会上会抵制韩国，但也會使北朝鲜在外交上漸漸落入孤立狀態。金日成因此开始策划暗杀全斗焕，但当时的前苏联領導人勃列日涅夫反對并对金日成施壓。
1982年11月，在勃列日涅夫死后，出身克格勃的新一任蘇共中央總書記尤里·安德罗波夫却对暗杀计划产生兴趣并表示支持，得到苏联肯定的金日成马上下令北朝鮮侦查局第711部队执行暗杀全斗焕的任務。北朝鲜政府认为一旦全斗焕被暗杀，那么便會在韓國社会引起共产革命。如果韓國军队向北进军，那么朝鲜亦可借此反擊並「解放」韓國，整个计划是由金日成之子金正日主持。
全斗焕此次访问的第一个目的地是缅甸，并且计划到缅甸国父昂山之墓參拜，北朝鲜獲得有關情报后，在昂山墓地的顶部偷偷设置了可以远程控制的炸弹。

### 朝方袭击
10月9日，全斗焕到达昂山墓地之前，其他随从人员率先到达昂山墓地并准备迎接。韓國總統警卫室在事前也对墓地进行了检查，但並未发现北朝鮮特务設置在屋頂的炸弹。在上午10点28分，朝鲜特务把韩国驻缅甸大使的车误认为是全斗焕乘坐的车辆，隨即启动炸弹。当场炸死徐锡俊副总理等16名韩方人士及四名缅甸人士，共47名人员受伤，全斗焕因为晚到兩分钟而幸免于难。
事后，韩国政府紧急召开内阁会议并下令全國軍隊进入紧急状态，并主张这宗恐怖袭击的背后主谋是朝鲜。朝鲜则声称此事件是“南朝鲜的苦肉计”，目的是“为了找入侵朝鲜的藉口”，朝鲜半岛的局势頓時紧张。美国和日本则声称，这次爆炸案的主谋有可能是韩国的反政府组织或缅甸少数民族武装分子。

## 事后影响
缅甸政府进行调查，认为此次爆炸事件的背后主谋是朝鮮。随后，缅甸政府找到三名朝鮮特务，当场射杀一名嫌疑人（申技哲）并逮捕姜民哲和一名陈姓人士。缅甸政府破例公开整个判决过程，整个过程中还使用朝鲜语及英语。因为当时缅甸是推行不结盟政策的国家，所以此做法得到了世界各国肯定。
判处陈姓人士死刑执行，判处姜民哲无期徒刑，而朝鮮方面则否认与这些嫌疑犯有任何关系。姜民哲在服刑25年之后，於2008年5月18日因肝病死亡。
事后，全斗焕決定取消所有活动并回国。同年11月4日，缅甸政府宣布正式与朝鲜断交，并责令朝鲜驻缅外交官离境。
韩国方面可能计劃过报复行动，但具体情况外界并不知晓，最终也並未执行。缅甸其後宣布與朝鲜斷絕外交关系，直至2007年才恢復邦交，而与韓國、缅甸均有邦交的拉丁美洲国家哥斯达黎加也因此事宣布与朝鲜断交。此后，非洲国家科摩罗亦跟进与朝鲜断交。

## 韩方死伤者名单

### 死亡者名单
- 徐锡俊（朝鲜语：서석준）：副总理兼经济计划部部长
- 李范锡：外务部（现外交部）部长
- 金东辉：商工资源部（现知识经济部）部长
- 徐相喆：动力资源部（现知识经济部）部长
- 姜仁熙：农水产部次长
- 金容瀚：科学技术部次长
- 咸秉春（朝鲜语：함병춘）：总统秘书室长
- 李启哲：韩国驻缅甸大使
- 金在益：总统经济首席顾问
- 河东善：海外合作委员会计划团团长
- 闵丙奭：总统主治医生
- 沈相宇：国会议员，韩国諧星沈贤燮之父
- 李载宽：总统秘书
- 韩敬熙：总统保镖
- 郑泰镇：总统保镖
- 李重铉：东亚日报记者

### 负伤者名单
- 李基百：聯合參謀本部議長
- 崔在旭：总统秘书
- 崔尚德：总统礼宾长官
- 金基石：KH记者
- 尹国炳：韓國日報记者
- 文振英：MBC记者
- 宋镇赫：中央日报记者

## 相關影視作品
- 2022年韓國諜報電影《獵首密令》